# 馬克西 (密西西比州)
馬克西（英語：Maxie）是位於美國密西西比州福雷斯特縣的非建制地區。

## 歷史
羅爾斯斯普林斯的郵局於1900年設立，其後於1967年停運。

## 地理
馬克西所處的海拔為高於海平面66米（即217英呎），而該地所採用的時區為UTC-6，即北美中部時區（CST）。同時該地設有夏令時間，為UTC-6調快一小時，即UTC-5（CDT）。